# Birthana caelestis
Birthana caelestis är en fjärilsart som beskrevs av Edward Meyrick 1906. Birthana caelestis ingår i släktet Birthana och familjen Immidae. Inga underarter finns listade i Catalogue of Life.